# Aeroportul Yakutsk
Aeroportul Yakutsk (IATA: YKS, ICAO: UEEE) este un aeroport din Iakutsk, Yakutsk Urban Okrug⁠(d), Iacutia, Rusia ce deservește zona Iakutsk. Aeroportul a fost tranzitat în 2022 de 986.064 de pasageri. A fost deschis în 1931 și numit după Platon Alekseievich Oiunskii⁠(d).
Situat la o altitudine de 99 m, aeroportul dispune de 2 piste.

## Infrastructură

### Piste
Aeroportul dispune de 2 piste. Pista are orientarea 05L/23R.Pista are orientarea 05R/23L.